# Podocnemis unifilis
Espèce
Synonymes
- Emys cayennensis Schweigger, 1812
- Chelys lata Bell in Gray, 1830
- Testudo terekay Humbold in Gray, 1831
- Podocnemis tracaya Coutinho, 1868

Statut de conservation UICN

 VU A1acd : Vulnérable
Statut CITES
Podocnemis unifilis est une espèce de tortues de la famille des Podocnemididae. Elle est appelée Tortue de l'Amazone à taches jaunes ou Podocnémide de Cayenne.

## Répartition
Cette espèce se rencontre en Bolivie, au Pérou, en Équateur, en Colombie, au Venezuela, au Guyana, au Suriname, en Guyane et au Brésil.

## Description
Elle est caractérisée par les taches jaunes qu'elle porte sur la tête.

## Publication originale
- Troschel, 1848 : Amphibien. Reisen in Britisch-Guiana in den Jahren 1840-44. Im Auftrage Sr. Majestät des Königs von Preussen ausgeführt. Theil 3. Versuch einer Zusammenstellung der Fauna und Flora von British-Guiana. Leipzig, p. 645-661 (texte intégral).